# Droga I/65 (Czechy)
Droga krajowa 65 (cz. Silnice I/65) – droga krajowa w Czechach. Arteria łączy Jablonec nad Nysą (skrzyżowanie z drogą nr 14) z drogą nr 35. Trasa znacznie skraca podróż z miasta Jablonec nad Nisou do stolicy kraju - Pragi.